# NGC 4155
NGC 4155 (również PGC 38761 lub UGC 7172) – galaktyka eliptyczna (E), znajdująca się w gwiazdozbiorze Warkocza Bereniki. Odkrył ją Lewis A. Swift 6 kwietnia 1885 roku.